# La Resurrezione
La resurrezione (HWV 47) är ett oratorium av Georg Friedrich Händel till ett libretto av Carlo Sigismondo Capece (1652-1728). Capece var hovpoet hos drottning Maria Casimira av Polen som levde i exil i Rom. Uruppförandet på Påskdagen 1708 i Rom bekostades av Francesco Maria Ruspoli som var Händels mecenat vid den här tiden. Handlingen beskriver händelserna från Långfredagen till Jesu uppståndelse (italienska 'resurrezione') på Påskdagen.

### Webbkällor
- Partitur till La Resurrezione (utgiven av Friedrich Chrysander, Leipzig 1878)